# Saint-Denis-de-Gastines
 Saint-Denis-de-Gastines  es una población y comuna francesa, en la región de Países del Loira, departamento de Mayenne, en el distrito de Mayenne y cantón de Ernée.

## Demografía
| 1,951 | 2,048 | 1,884 | 1,789 | 1,721 | 1,683 |
| Para los censos de 1962 a 1999 la población legal corresponde a la población sin duplicidades (Fuente: INSEE [Consultar]) |       |       |       |       |       |